# La Chasa de Dieu
La Chas-Dieu (en francès La Chaise-Dieu) és un municipi francès situat al departament de l'Alt Loira i a la regió d'Alvèrnia-Roine-Alps. L'any 2007 tenia 806 habitants.

## Toponimia
El nom occità antic del municipi era La Chasa Dieu.

## Demografia

### Població
El 2007 la població de fet de La Chas-Dieu era de 806 persones. Hi havia 298 famílies de les quals 112 eren unipersonals (62 homes vivint sols i 50 dones vivint soles), 99 parelles sense fills, 70 parelles amb fills i 17 famílies monoparentals amb fills.
La població ha evolucionat segons el següent gràfic:
Habitants censats

### Habitatges
El 2007 hi havia 633 habitatges, 315 eren l'habitatge principal de la família, 246 eren segones residències i 73 estaven desocupats. 469 eren cases i 163 eren apartaments. Dels 315 habitatges principals, 218 estaven ocupats pels seus propietaris, 77 estaven llogats i ocupats pels llogaters i 20 estaven cedits a títol gratuït; 2 tenien una cambra, 16 en tenien dues, 45 en tenien tres, 89 en tenien quatre i 164 en tenien cinc o més. 213 habitatges disposaven pel capbaix d'una plaça de pàrquing. A 147 habitatges hi havia un automòbil i a 124 n'hi havia dos o més.

### Piràmide de població
La piràmide de població per edats i sexe el 2009 era:
| Homes | Edats   | Dones |
| ----- | ------- | ----- |
| 0     | 95 o +  | 0     |
| 8     | 90 a 94 | 8     |
| 12    | 85 a 89 | 24    |
| 4     | 80 a 84 | 0     |
| 20    | 75 a 79 | 24    |
| 20    | 70 a 74 | 32    |
| 28    | 65 a 69 | 12    |
| 24    | 60 a 64 | 24    |
| 12    | 55 a 59 | 12    |
| 24    | 50 a 54 | 12    |
| 28    | 45 a 49 | 24    |
| 40    | 40 a 44 | 8     |
| 24    | 35 a 39 | 32    |
| 28    | 30 a 34 | 28    |
| 24    | 25 a 29 | 28    |
| 24    | 20 a 24 | 12    |
| 24    | 15 a 19 | 8     |
| 36    | 10 a 14 | 20    |
| 36    | 5 a 9   | 24    |
| 12    | 0 a 4   | 24    |

## Economia
El 2007 la població en edat de treballar era de 489 persones, 331 eren actives i 158 eren inactives. De les 331 persones actives 297 estaven ocupades (159 homes i 138 dones) i 33 estaven aturades (15 homes i 18 dones). De les 158 persones inactives 54 estaven jubilades, 65 estaven estudiant i 39 estaven classificades com a «altres inactius».

### Ingressos
El 2009 a La Chas-Dieu hi havia 308 unitats fiscals que integraven 675 persones, la mediana anual d'ingressos fiscals per persona era de 13.817 €.

### Activitats econòmiques
Dels 86 establiments que hi havia el 2007, 4 eren d'empreses alimentàries, 5 d'empreses de fabricació d'altres productes industrials, 7 d'empreses de construcció, 28 d'empreses de comerç i reparació d'automòbils, 6 d'empreses de transport, 14 d'empreses d'hostatgeria i restauració, 2 d'empreses financeres, 1 d'una empresa immobiliària, 3 d'empreses de serveis, 11 d'entitats de l'administració pública i 5 d'empreses classificades com a «altres activitats de serveis».
Dels 24 establiments de servei als particulars que hi havia el 2009, 1 era una gendarmeria, 1 oficina de correu, 2 oficines bancàries, 3 tallers de reparació d'automòbils i de material agrícola, 2 paletes, 2 guixaires pintors, 2 fusteries, 1 electricista, 1 perruqueria, 8 restaurants i 1 agència immobiliària.
Dels 10 establiments comercials que hi havia el 2009, 1 era una botiga de més de 120 m², 3 botiges de menys de 120 m², 2 fleques, 1 una carnisseria, 1 una llibreria, 1 una botiga de roba i 1 una floristeria.
L'any 2000 a La Chas-Dieu hi havia 13 explotacions agrícoles que ocupaven un total de 522 hectàrees.

## Equipaments sanitaris i escolars
L'únic equipament sanitari que hi havia el 2009 era una farmàcia.
El 2009 hi havia 1 escola maternal i 1 escola elemental. La Chas-Dieu disposava d'un col·legi d'educació secundària amb 78 alumnes.

## Poblacions més properes
El següent diagrama mostra les poblacions més properes.